# Jeux de l'Acadie
Pour les articles homonymes, voir Acadie (homonymie).
Les Jeux de l'Acadie est une compétition omnisports organisée chaque année depuis 1979 dans les provinces maritimes du Canada. Le père fondateur des Jeux de l'Acadie est Jean-Luc Bélanger qui souhaitait organiser un grand ralliement sportif pour la jeunesse francophone dans le cadre des fêtes entourant le 375e anniversaire de l'Acadie. La première Finale des Jeux de l'Acadie eu lieu du 29 août au 1er septembre 1979 et rassembla 386 athlètes provenant des régions acadiennes du Nouveau-Brunswick. Il fut décidé d'inviter une délégation de la Nouvelle-Écosse ainsi que de l'Île-du-Prince-Édouard dès la deuxième édition. Ayant jusque-là pu participer à plusieurs Finales des Jeux de l'Acadie à titre de délégation invitée, la province de Terre-Neuve-et-Labrador joignit officiellement la famille des Jeux de l'Acadie le 29 octobre 2007 à titre de délégation officielle. La réalité démographique de Terre-Neuve-et-Labrador l'empêche toutefois de présenter une délégation complète.

## Histoire
En 1978, deux colloques sont organisés au Nouveau-Brunswick, donnant lieu à la création de deux comités provisoires, le premier chargé d'étudier la situation du sport amateur chez les Acadiens du Nouveau-Brunswick et le second la situation du sport en général. Le rapport Finn-Campbell de 1979 prône, entre autres, la création des Jeux de l'Acadie. La création de ces jeux avaient en fait été proposés dès 1978 par Lucien Miron. En 1979, Jean-Luc Bélanger propose d'organiser les premiers jeux à l'occasion du 375e anniversaire de l'Acadie. Après une rencontre à l'Université de Moncton, où Donat Thériault est choisi comme organisateur, les premiers jeux ont lieu à Moncton du 29 août au 1er septembre 1979. En tout, 327 jeunes du Nouveau-Brunswick participent aux compétitions. Le succès de ces premiers jeux mène à l'organisation d'une deuxième édition, aussi à Moncton, en juillet 1980, pour la première fois avec des participants de l'île-du-Prince-Édouard et de la Nouvelle-Écosse. C'est également la première fois que des éliminatoires régionaux ont lieu. Les jeux de 1981 sont annulés à cause du retrait des services volontaires des enseignants du Nouveau-Brunswick. Dès 1982, les jeux ne sont plus automatiquement organisés à Moncton, afin de permettre à toutes les régions de l'Acadie d'y participer; Tracadie-Sheila est ainsi l'hôte des troisième jeux.

## Délégations
- Vert forêt : Madawaska-Victoria ou Mad.-Vic. (Edmundston, Grand-Sault et rég.)
- Rouge vin : Restigouche (comté de Restigouche)
- Rouge clair : Chaleur (Bathurst, Allardville, Pointe-Verte et rég.)
- Jaune : Péninsule Acadienne ou PA (Néguac, Caraquet, Tracadie-Sheila, Shippagan, Lamèque et rég.)
- Bleu royal : Kent (Bouctouche, Richibouctou et rég.)
- Gris : Sud-Est (Fredericton, Saint-Jean, Moncton, Shédiac et rég.)
- Mauve : Île-du-Prince-Édouard ou I.P.E
- Bleu marin : Nouvelle-Écosse
- Vert : Terre-Neuve et Labrador
- Blanc: Délégations invitées (Alberta, Québec, France, etc.)

## Lieux des Finales et résultats
En 1979, les premiers Jeux de l'Acadie furent organisés à Moncton, au Nouveau-Brunswick, à la suite d'une rencontre qui était organisée l'année pour le 375e anniversaire de l'Acadie. Il fut décidé que les Jeux de l'Acadie se tiendraient à Moncton du 29 août au 1er septembre 1979. Finalement, 327 athlètes de six différentes régions du Nouveau-Brunswick (Chaleur, Kent, Madawaska-Victoria, Péninsule Acadienne, Restigouche et Sud-Est) s'était réunis à l’Université de Moncton pour participer à ce ralliement sportif. Il y avait six disciplines au total, le volley-ball féminin, le handball masculin, la balle-molle féminine, le soccer masculin, le badminton mixte et le tennis mixte. Au classement général, Chaleur termine en 1er position.
1980, pour la deuxième finale, Moncton fut encore choisie pour faire les Jeux, mais il fut décidé que les jeux seraient tenus dans différentes localités acadiennes dorénavant. Pour la première fois, ils organisèrent des éliminatoires régionaux, ce qui réunit au total 2 007 athlètes pour ces éliminatoires. Comparativement à 1979, une autre discipline fut ajoutée au programme, l’athlétisme mixte. Au total, 597 participants se sont réunis pour une seconde fois à l'Université de Moncton. Le comité des Jeux de l'Acadie décida d'inviter d'autres régions ou pays à venir participer à cette compétition amicale. Les premières équipes, vêtues de blanc, furent l'équipe de balle-molle féminine de l’Île-du-Prince-Édouard et l'équipe de volley-ball féminin de la Nouvelle-Écosse. Le classement général se termina avec une victoire de la Péninsule Acadienne.
1. 1979 : Moncton
2. 1980 : Moncton
3. 1982 : Tracadie-Sheila
4. 1983 : Cap-Pelé
5. 1984 : Petit-Rocher
6. 1985 : Bouctouche
7. 1986 : Lamèque
8. 1987 : Memramcook
9. 1988 : Bathurst
10. 1989 : Shippagan
11. 1990 : Mont-Carmel/Wellington (Île-du-Prince-Édouard)
12. 1991 : Dalhousie
13. 1992 : Grand-Sault
14. 1993 : Dieppe
15. 1994 : Caraquet
16. 1995 : Richibouctou
17. 1996 : Saint-Jean
18. 1997 : Edmundston
19. 1998 : Moncton
20. 1999 : Bathurst
21. 2000 : Fredericton
22. 2001 : Abram-Village/Wellington (Île-du-Prince-Édouard)
23. 2002 : Dieppe
24. 2003 : Shédiac
25. 2004 : Balmoral, Charlo et Eel River Crossing
26. 2005 : Beresford
27. 2006 : Campbellton
28. 2007 : Tracadie-Sheila
29. 2008 : Halifax (Nouvelle-Écosse)
30. 2009 : Petit-Rocher
31. 2010 : Saint-Jean
32. 2011 : Edmundston
33. 2012 : Argyle (Nouvelle-Écosse)
34. 2013 : Saint-Louis-de-Kent et Richibouctou
35. 2014 : Bathurst
36. 2015 : Charlottetown
37. 2016: Caraquet, N.-B.
38. 2017: Fredericton
39. 2018: Miramichi
40. 2019: St-André, St-Léonard, Drummond et Grand-Sault
41. 2022: St-Jean, N.-B.
42. 2023: Memramcook, N.-B.

Sources,,.